# 梅扬 (热尔省)
梅扬（法語：Meilhan，法語發音：[mɛjɑ̃]）是法国热尔省的一个市镇，属于欧什区。

## 地理
梅扬（43°25'22"N, 0°41'0"E）面积6.82 平方千米，位于法国奧克西塔尼大區热尔省，该省份为法国西南部内陆省份，北起顺时针与洛特-加龙省、塔恩-加龙省、上加龙省、上比利牛斯省、大西洋比利牛斯省和朗德省接壤。
与梅扬接壤的市镇（或旧市镇、城区）包括：阿斯塔拉克自由城、贝勒加德、贝特卡沃-阿甘、戈让、蒙蒂、塞尔。

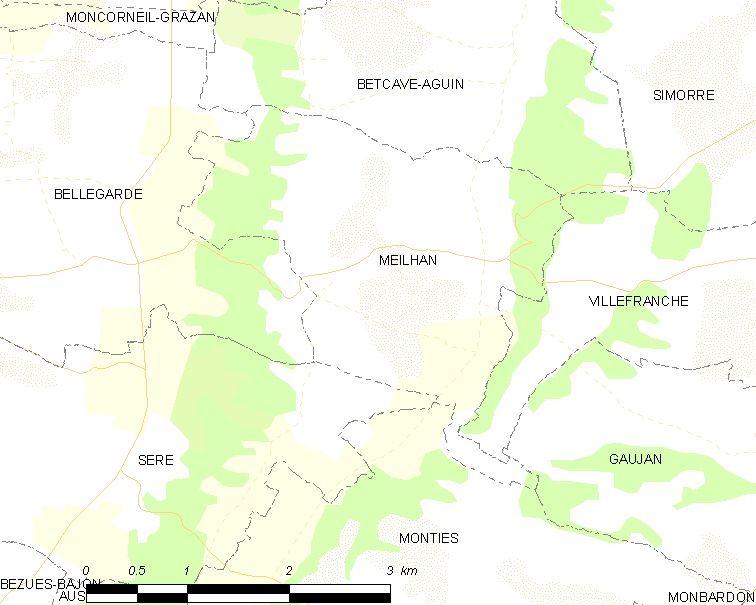
的OSM定位图

梅扬的时区为UTC+01:00、UTC+02:00（夏令时）。

## 行政
梅扬的邮政编码为32420，INSEE市镇编码为32250。

## 政治
梅扬所属的省级选区为阿斯塔拉克-日莫讷县。

## 人口

1962-2008年间人口变化图示

梅扬于2022年1月1日时的人口数量为76人。